# Космодемьянское (Калининградская область)
Космодемья́нское — посёлок в Гурьевском городском округе Калининградской области.

## История
До 1946 года назывался Мользенен.
До 1 января 2014 года входил в состав Добринского сельского поселения.
1 января 2014 года в соответствии с Законом Калининградской области № 229 объединены территории Гурьевского городского поселения, Большеисаковского, Добринского, Кутузовского, Луговского, Низовского, Новомосковского и Храбровского сельских поселений без изменения границ общей территории Гурьевского муниципального района, а городское поселение наделено статусом городского округа и именуется Гурьевский городской округ.

## Население
| 2002 | 2010 |
| ---- | ---- |
| 108  | →108 |